# Рек, Иван Григорьевич
Иван Григорьевич фон Рек (нем: Johann von Reck) — генерал-поручик; правитель Рижского наместничества.
В русскую службу вступил в 1752 г. В 1-ю Турецкую войну, будучи, с 1 января 1773 г., подполковником Ядринского полевого батальона, отличился и был награждён 26 ноября 1775 г. орденом Георгия 4-й степени (№ 224 по кавалерскому списку Судравского и № 271 по списку Григоровича — Степанова)
9 июня 774 года, во время неприятельского наступления, построив каре и пропустя наши легкие войска, встретил неприятеля пушечным и ружейным огнём и тем его остановил, пробравшись сквозь лес, переколол множество янычар и наконец, при совершившейся над неприятелем победе, оказал отменное мужество, остановил весь его стан, обоз и пушки.
Во время 2-й Турецкой кампании был уже генерал-майором и, тотчас после объявления войны, в ночь на 14 сентября 1787 г., отразил десантное нападение турок на Кинбурн, а 1 октября, при отражении Суворовым атаки турок на Кинбурн, был ранен и 18 октября того же года награждён был, по представлению самого Суворова, 4000 рублями и 18 октября 1787 г. удостоен ордена св. Георгия 3-й степени (№ 56 по кавалерским спискам)
За произведенные им храбрые подвиги в 1-й день октября 787 года когда он, предводительствуя первою линиею при атаке неприятеля, покусившагося на Кинбург, выбил онаго из десяти его ложементов, получа при том тяжелую рану.
В 1788 г. был под начальством Потёмкина в Ольвиополе; в 1789 г. находился при штабе Финляндской армии, в апреле 1790 г. был послан с пехотной бригадой на галерный флот, состоявший при Финляндской армии, и в чине генерал-майора сражался со шведами. 7 сентября 1790 г., в день празднования торжества заключения мира со Швецией, награждён был орденом св. Владимира 2-й степени и 4000 рублями.
Назначенный 24 ноября 1790 г. правителем Рижского наместничества, он 6 марта 1792 г. был уволен от должности по болезни. Пробыв в отпуске полтора года, Рек в 1793 г. назначен был командующим Отдельным Оренбургским корпусом, 1 января 1795 г. произведён в генерал-поручики и умер 4 июля 1795 г. (в РБСП датой смерти Река ошибочно указан 1798 год).